# هوگو راما
هوگو راما (انگلیسی: Hugo Rama؛ زادهٔ ۲۲ نوامبر ۱۹۹۶) بازیکن فوتبال اهل اسپانیا است.
از باشگاه‌هایی که در آن بازی کرده‌است می‌توان به باشگاه فوتبال لوگو اشاره کرد.